# Ixtlán del Río

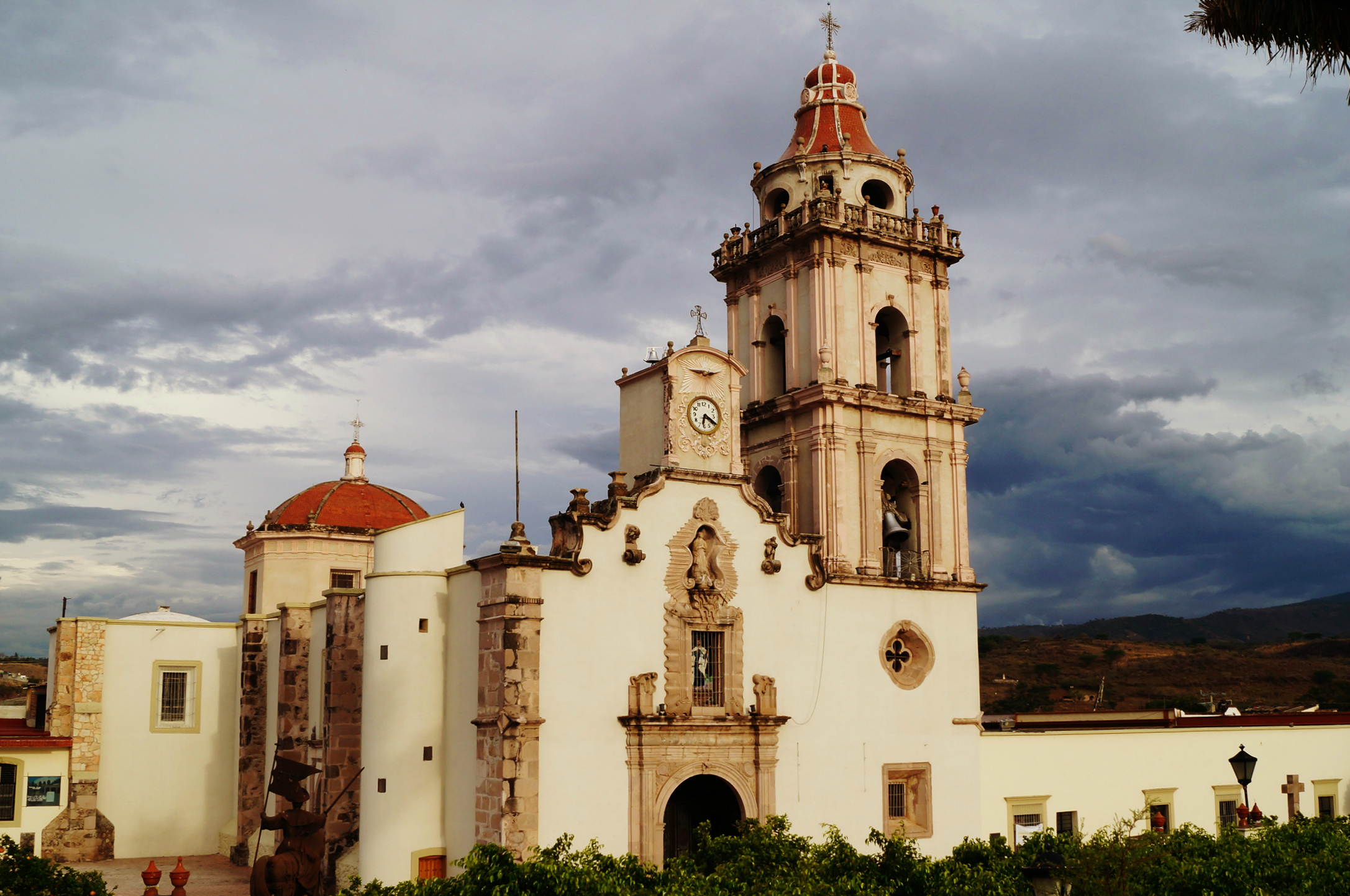
kerk in Ixtlán del Río

Ixtlán del Río is een stadje in de Mexicaanse staat Nayarit. De plaats heeft 21.915 inwoners (census 2005) en is de hoofdplaats van de gemeente Ixtlán del Río.
Ixtlán ligt aan de Federale Weg 15, een van de belangrijkste noord-zuiderverbindingen in Mexico, ongeveer halverwege Guadalajara en Tepic. Iets ten oosten van Ixtlán ligt de Tolteekse vindplaats Los Toriles.

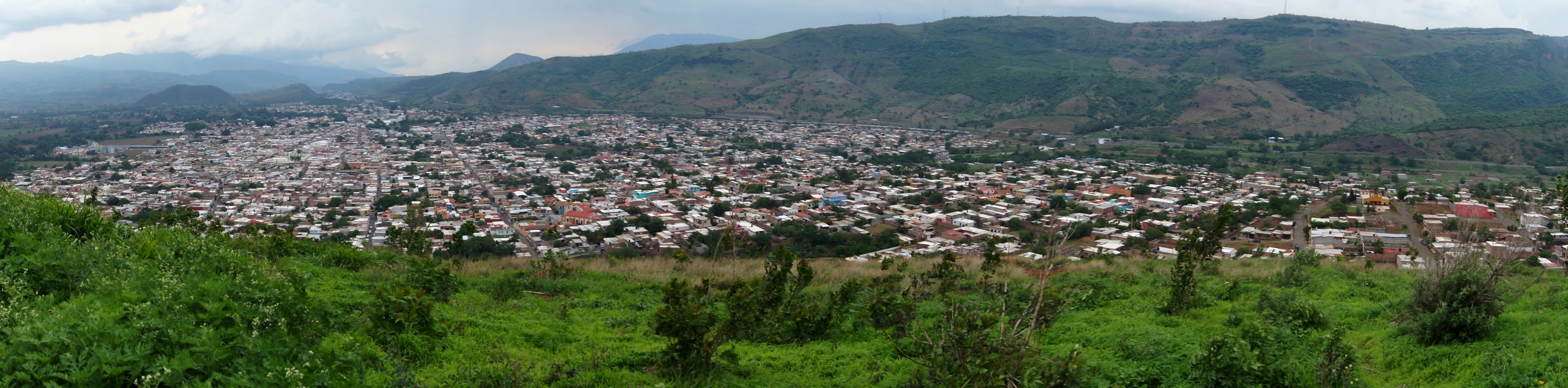
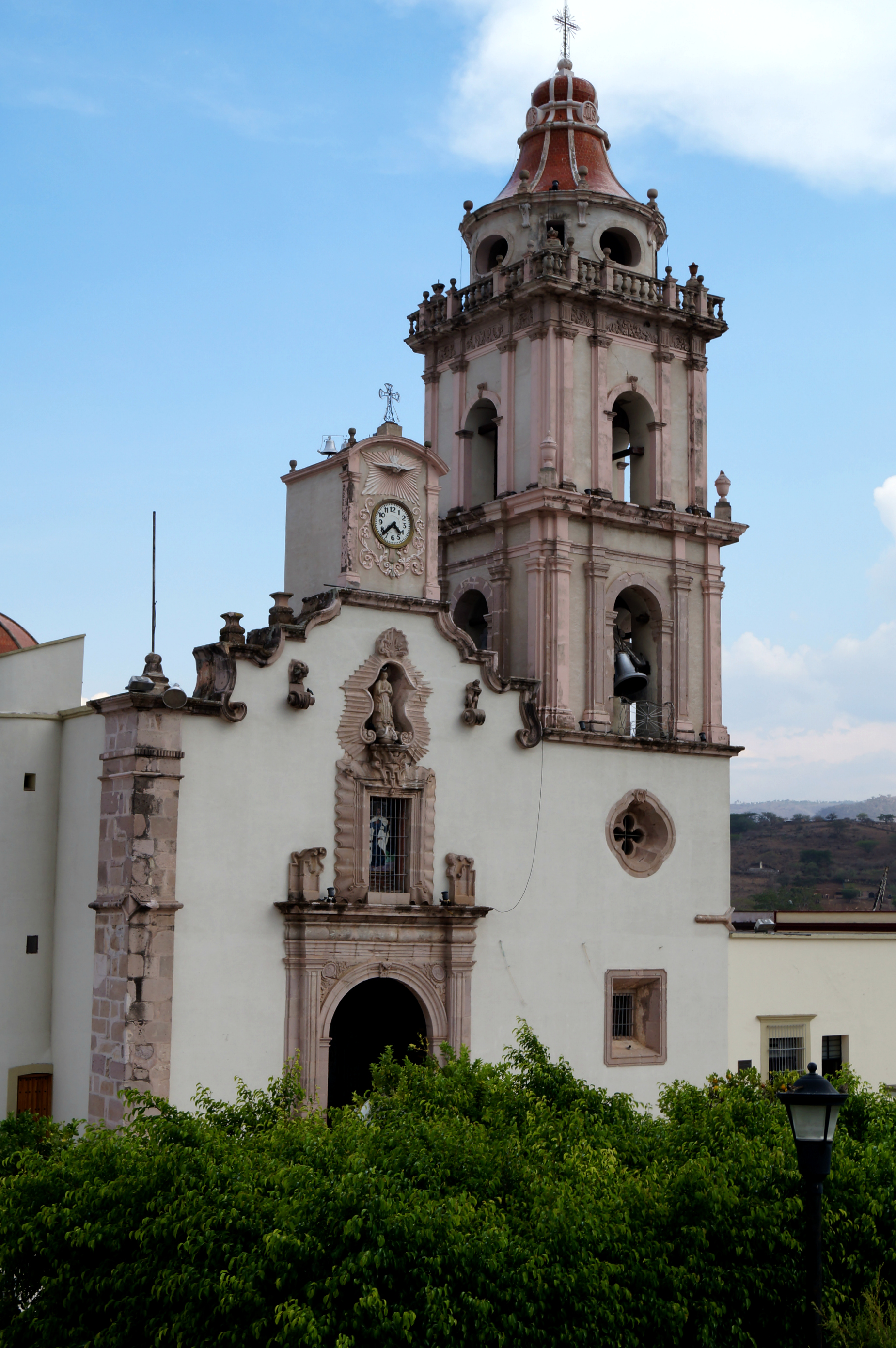
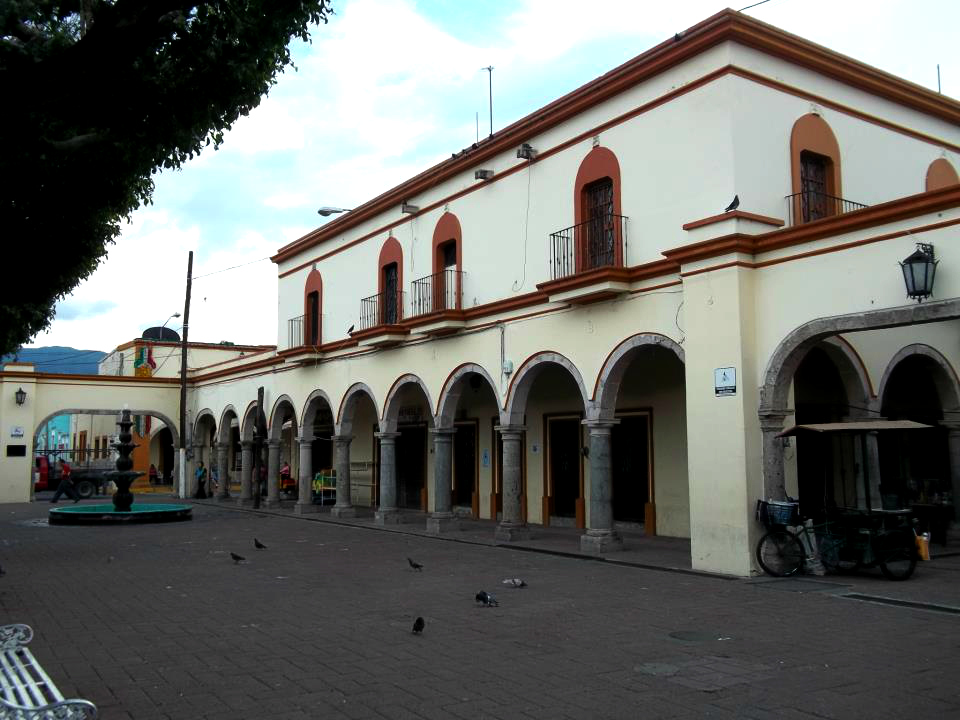
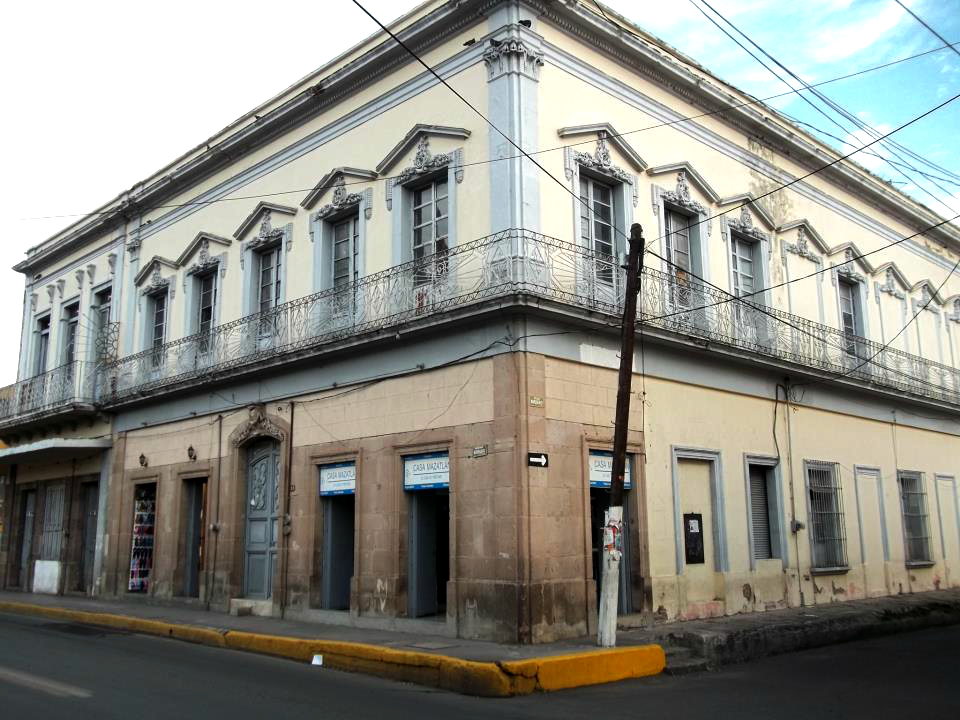
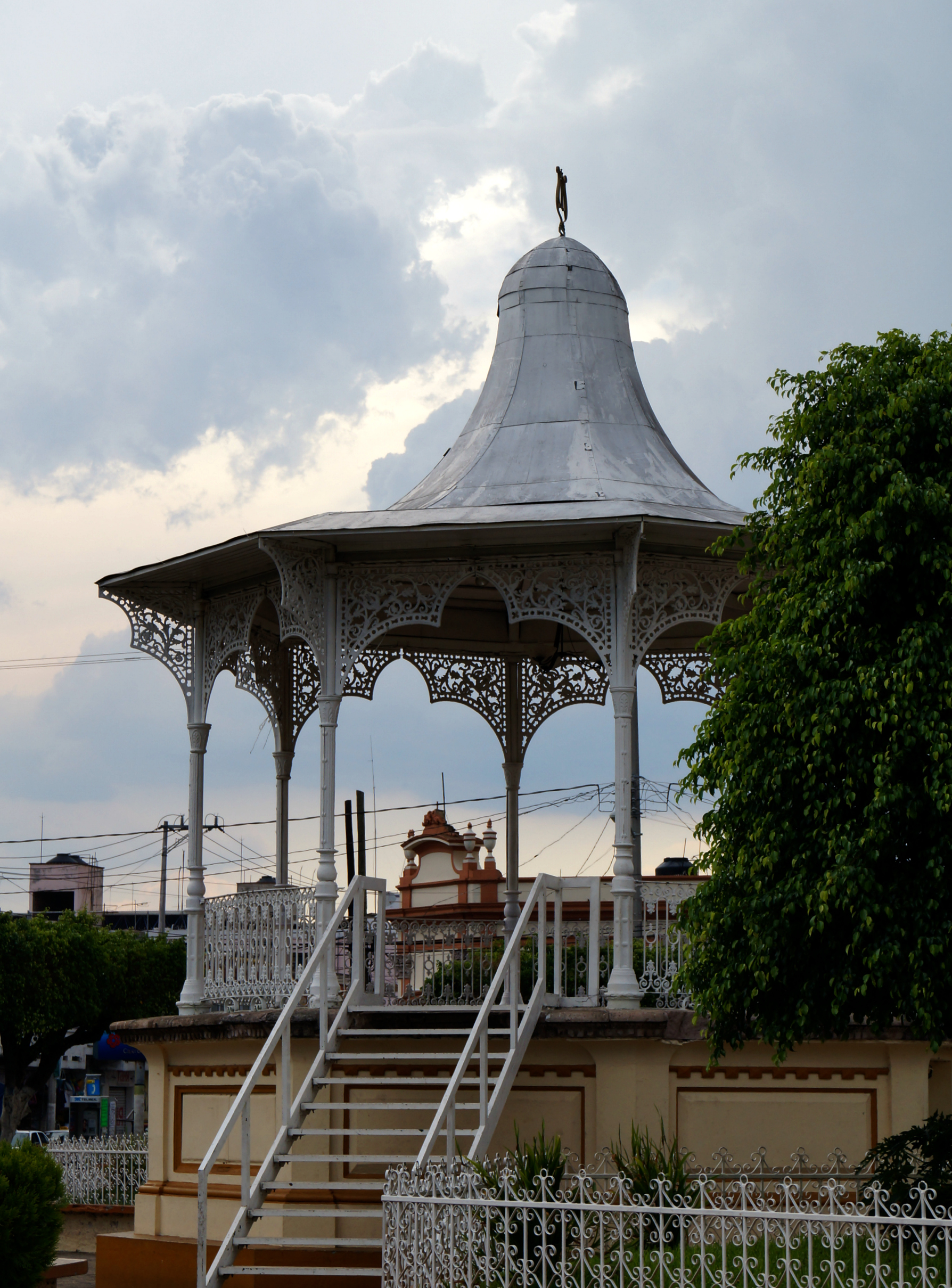
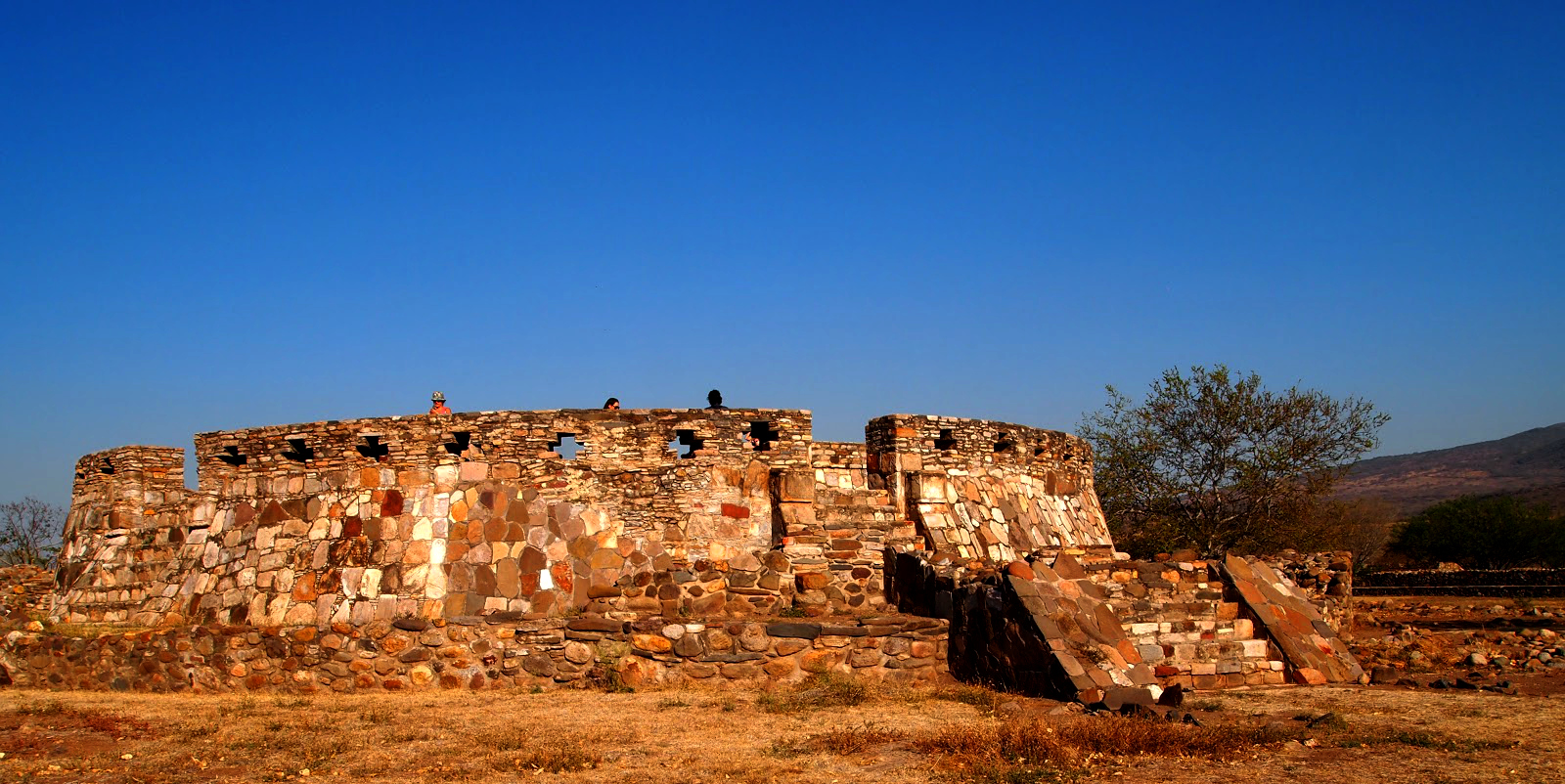